# Johnathan Nieves
Johnathan Nieves és un actor estatunidenc conegut pel seu paper de Mateo Vega, germà petit de la família Vega a Penny Dreadful: City of Angels.
Va néixer a Chicago i va començar a practicar el teatre i la dansa des dels 7 anys. Les seves primeres aparicions televisives van ser en un episodi d'Empire, de Chicago Fire (2015) i en un altre de Shameless (2016). El 2017 va participar en la seva primera pel·lícula encara que amb un paper no protagonista. No va ser fins al 2019, amb la pel·lícula de ciència-ficció See You Yesterday que formaria part del repartiment principal. També ha participat en episodis de Better Call Saul (2018) i Grey's Anatomy (2019). El 2020 ha interpretat Mateo Vega a la sèrie de Showtime Penny Dreadful: City of Angels.
És un dels fundadors de Visión Latino, una companyia de teatre creada l'agost de 2014 a Chicago amb especial èmfasi en explicar històries del passat, present i futur dels "latinos". També ha participat en nombroses obres de teatre.

## Filmografia[8]
| Any  | Títol                          | Paper             | Notes           |
| ---- | ------------------------------ | ----------------- | --------------- |
| 2015 | Empire                         | Ballarí principal |                 |
| 2015 | Chicago Fire                   | Bloody Nose       |                 |
| 2016 | Shameless                      | Miguel            |                 |
| 2018 | Better Call Saul               | David             |                 |
| 2018 | New Amsterdam                  | Javier Pagan      |                 |
| 2019 | Grey's Anatomy                 | Hunter Martinez   |                 |
| 2020 | Penny Dreadful: City of Angels | Mateo Vega        | Paper principal |

| Any  | Títol                     | Paper    | Notes        |
| ---- | ------------------------- | -------- | ------------ |
| 2017 | Neighborhood Food Drive   | Ciclista |              |
| 2017 | Portrait of a Young Woman | Oscar    | Curtmetratge |
| 2019 | See You Yesterday         | Eduardo  |              |